# Персно (Тшебницький повіт)
Персно (пол. Piersno) — село в Польщі, у гміні Тшебниця Тшебницького повіту Нижньосілезького воєводства.
Населення — 136 осіб (2011).
У 1975-1998 роках село належало до Вроцлавського воєводства.

## Демографія
Демографічна структура станом на 31 березня 2011 року:
|          | Загалом | Допрацездатний вік | Працездатний вік | Постпрацездатний вік |
| -------- | ------- | ------------------ | ---------------- | -------------------- |
| Чоловіки | 67      | 19                 | 41               | 7                    |
| Жінки    | 69      | 19                 | 39               | 11                   |
| Разом    | 136     | 38                 | 80               | 18                   |